# Alconbury Weston
Alconbury Weston – wieś w Anglii, w hrabstwie Cambridgeshire, w dystrykcie Huntingdonshire. Leży 33 km na północny zachód od miasta Cambridge i 96 km na północ od Londynu.